# Khu bảo tồn Gấu Trúc Lớn tại Tứ Xuyên
Khu bảo tồn Gấu trúc lớn Tứ Xuyên (giản thể: 四川大熊猫栖息地; phồn thể: 四川大熊貓棲息地; bính âm: Sìchuān Dàxióngmāo Qīxīdì) nằm ở tỉnh Tứ Xuyên của Trung Quốc, là nơi có hơn 30% loại gấu trúc lớn có nguy cơ tuyệt chủng cao của thế giới và là một trong những nơi quan trọng nhất cho việc nuôi nhốt các loại gấu trúc. Diện tích khu này là 9245 km² với 7 khu bảo tồn và 9 khu danh thắng cảnh quan ở núi Qionglai và Jiajin. Cùng với gấu trúc, khu bảo tồn này cũng là nơi trú ngụ của các loài có nguy cơ tuyệt chủng khác như gấu trúc đỏ, báo tuyết và báo gấm. Không kể các rừng mưa nhiệt đới thì nó là một trong những khu vực phong phú nhất về thực vật trên thế giới, tại đây có khoảng 5.000-6.000 loài thực vật. Khu vực này là tương tự như các cánh rừng cổ-nhiệt đới của phân đại Đệ Tam.

## Các phân khu
Khu Bảo tồn Gấu trúc lớn Tứ Xuyên bao gồm 7 khu bảo tồn và 9 khu danh thắng phong cảnh:

### Bảy khu bảo tồn thiên nhiên
- Khu bảo tồn thiên nhiên Ngọa Long (tiếng Trung: 卧龙自然保护区)
- Khu bảo tồn thiên nhiên Phong Dũng Trại (tiếng Trung: 蜂桶寨自然保护区)
- Khu bảo tồn thiên nhiên núi Tứ Cô Nương (tiếng Trung: 四姑娘山自然保护区)
- Khu bảo tồn thiên nhiên sông Lạt Bá (tiếng Trung: 喇叭河自然保护区)
- Khu bảo tồn thiên nhiên sông Hắc Thủy (tiếng Trung: 黑水河自然保护区)
- Khu bảo tồn thiên nhiên Kim Thang - Khổng Ngọc (tiếng Trung: 金汤—孔玉自然保护区)
- Khu bảo tồn thiên nhiên Thảo Ba (tiếng Trung: 草坡自然保护区)

### Chín khu danh thắng phong cảnh
- Khu danh thắng phong cảnh núi Thanh Thành-Đô Giang Yển (Tiếng Trung: 青城山—都江堰风景名胜区)
- Khu danh thắng phong cảnh núi Thiên Đài (Tiếng Trung: 天台山风景名胜区)
- Khu danh thắng phong cảnh núi Tứ Cô Nương (Tiếng Trung: 四姑娘山风景名胜区)
- Khu danh thắng phong cảnh núi tuyết Tây Lĩnh (Tiếng Trung: 西岭雪山风景名胜区)
- Khu danh thắng phong cảnh Kê Quán Sơn - Cửu Long Câu (Tiếng Trung: 鸡冠山—九龙沟风景名胜区)
- Khu danh thắng phong cảnh núi Giáp Kim (Tiếng Trung: 夹金山风景名胜区)
- Khu danh thắng phong cảnh Mễ Á La (Tiếng Trung: 米亚罗风景名胜区)
- Khu danh thắng phong cảnh Linh Thứu Sơn - Đại Tuyết Phong (Tiếng Trung: 灵鹫山—大雪峰风景名胜区)
- Khu danh thắng phong cảnh núi Nhị Lang (Tiếng Trung: 二郎山风景名胜区)

## Thông tin du lịch
- Khu bảo tồn Gấu Trúc Lớn tại Tứ Xuyên nằm ngoài khu trung tâm Thành Đô và có một con đường tên là đại lộ Gấu trúc dẫn đến khu bảo tồn.Khu bảo tồn cách trung tâm thành phố khoảng 20 phút đi xe hơi, nếu đón taxi từ khu trung tâm đến khu bảo tồn sẽ là trên dưới 35 NDT, ngoài ra có thể ngồi xe buýt số 107 hoặc 867 đến khu bảo tồn.
- Giá vé vào cổng là 58 NTD, bên trong còn có sẽ xe buýt tham quan giá vé là 10 NTD.
- Bên trong có khu nuôi gấu nhỏ, gấu vị thành niên và gấu trưởng thành. Nên đi vào buổi sáng từ 8 h đến 10 h, lúc đó các chú gấu sẽ được các nhân viên cho ra ngoài khu sinh hoạt tự nhiên hoạt động vì thời gian đó nhiệt độ tương đối mát, còn các thời gian khác thường thì được ở trong nhà có máy lạnh, lúc đó sẽ không tham quan được rõ các động thái của gấu. Nếu đi vào mùa lạnh thì ban ngày sẽ được ở bên ngoài.
- Trang web của trung tâm bảo tồn www.panda.org.cn

## Hình ảnh

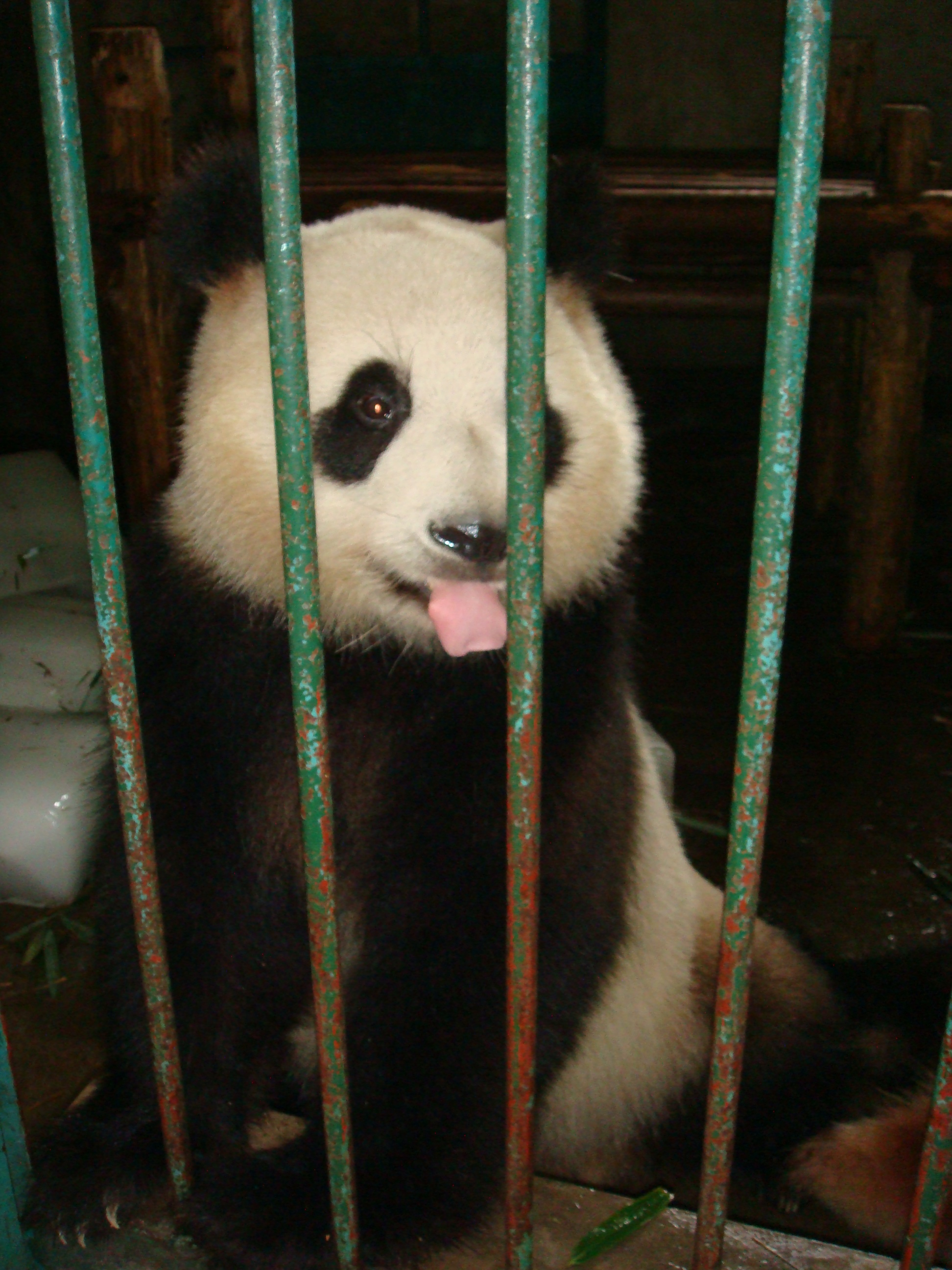
Gấu trúc được nuôi bên trong
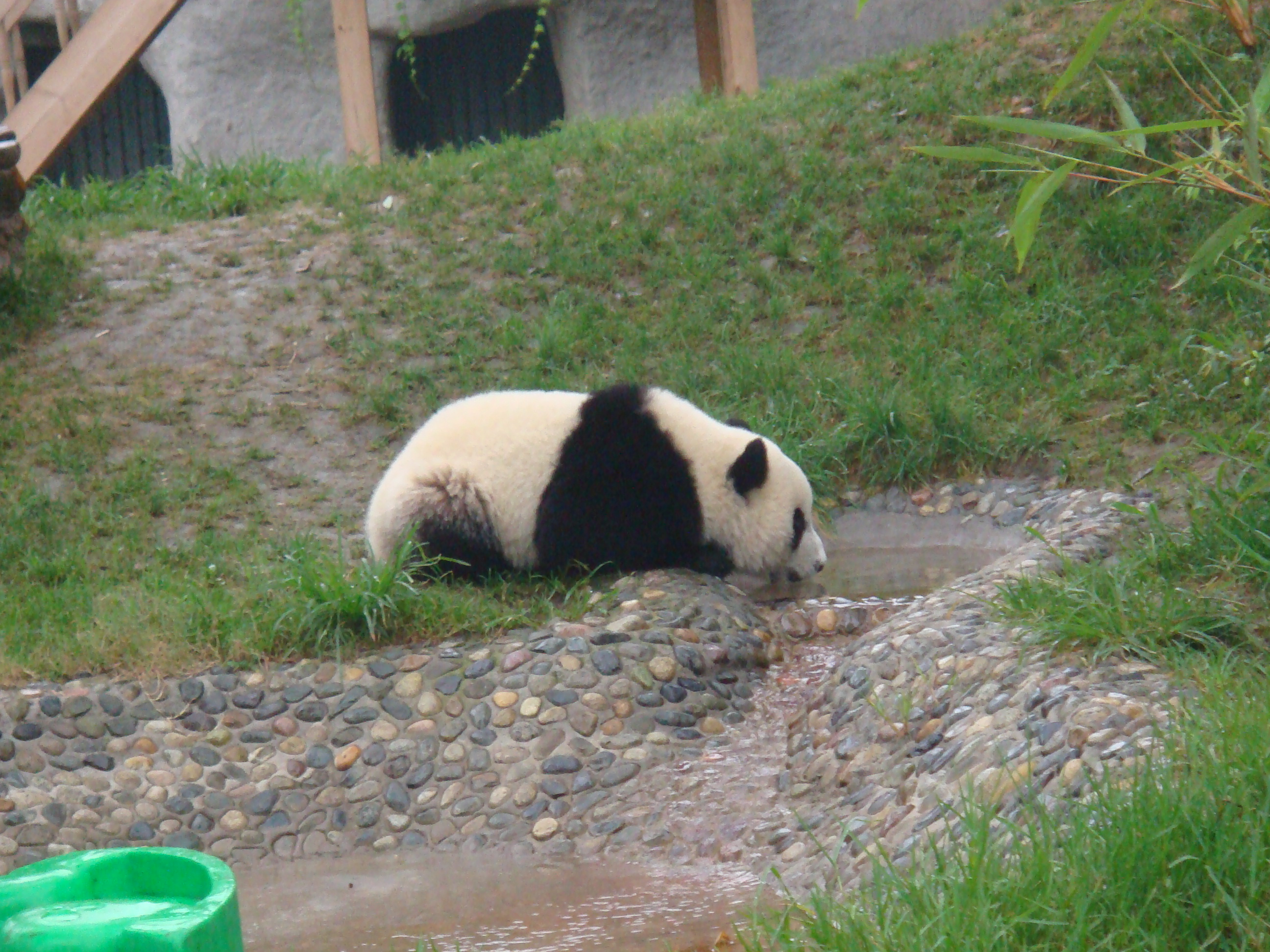
Gấu trúc được hoạt động bên ngoài
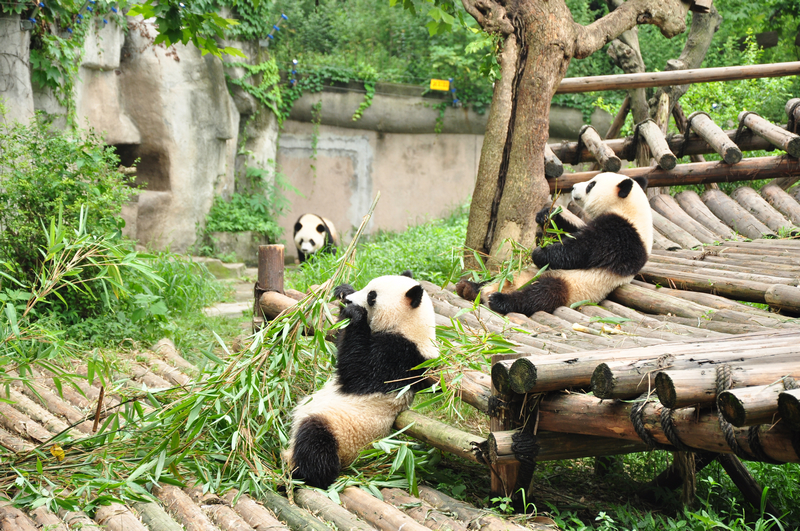
Gấu trúc sinh hoạt tập thể bên ngoài.
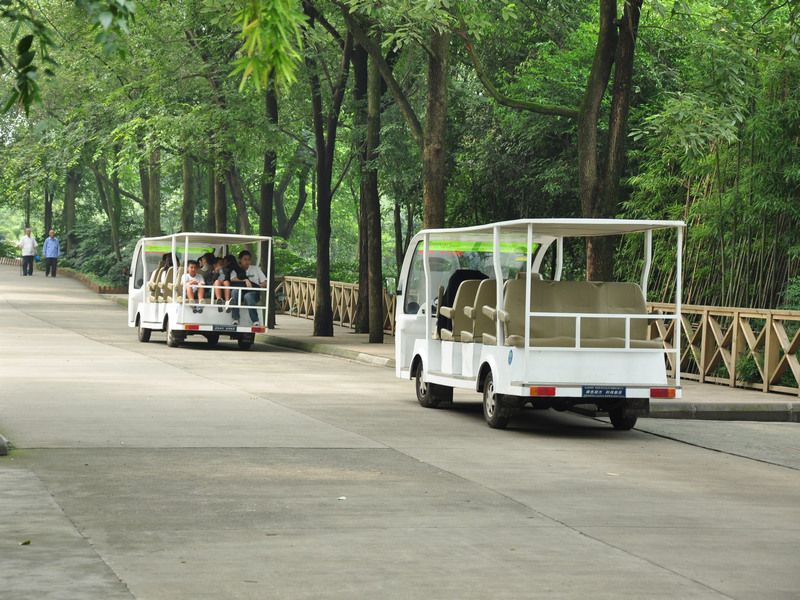
Xe điện dùng cho khách tham quan.